# Sedlo Filipka

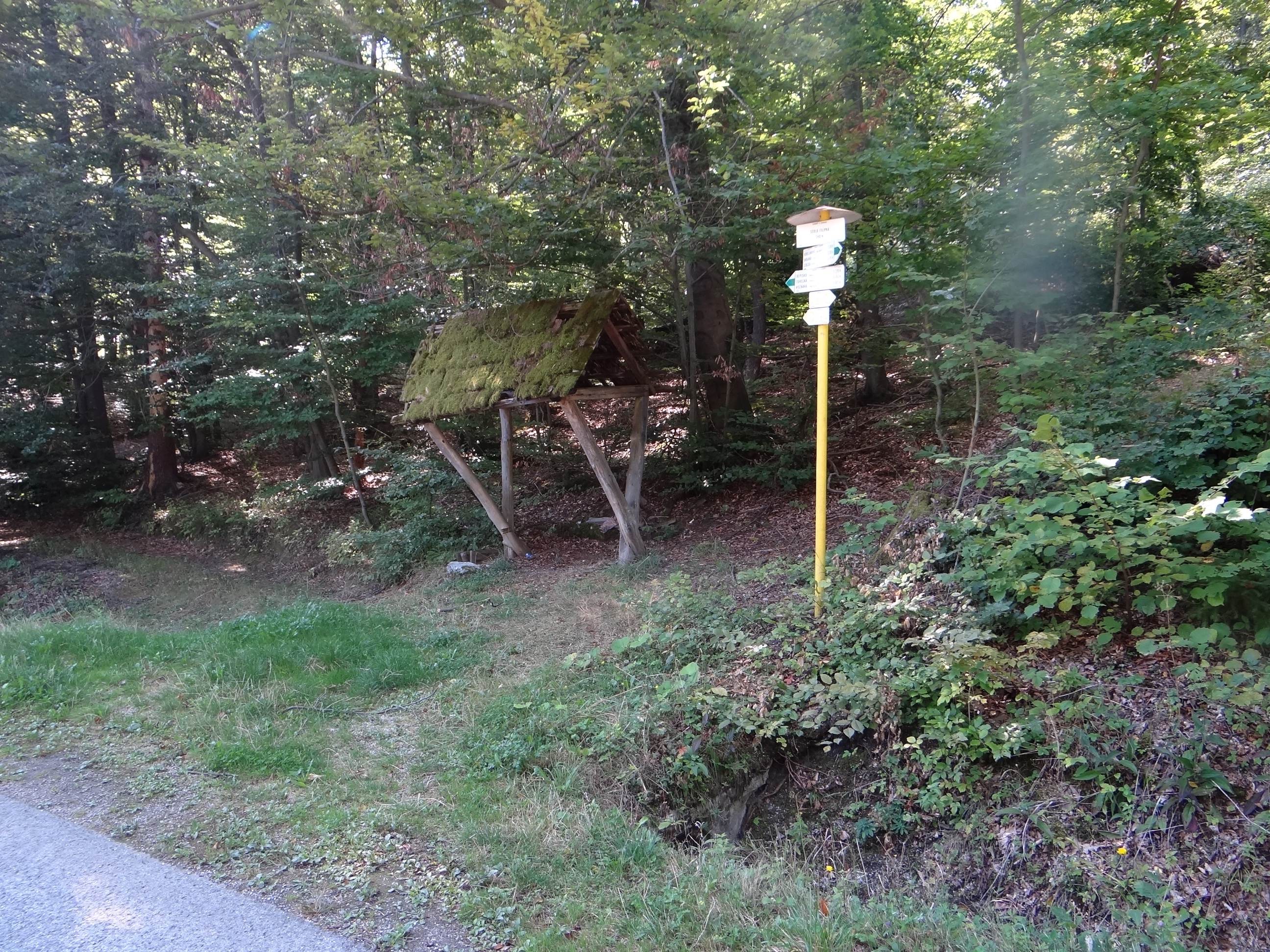
Przełęcz Filipka

Sedlo Filipka (540 m) – przełęcz w Rudawach Słowackich (Slovenské rudohorie). W regionalizacji słowackiej rejon, w którym się znajduje, należy do Pogórza Rewuckiego (Revucká vrchovina). Rozdziela ona wówczas dwie mniejsze grupy górskie, zaliczane do tego Pogórza: Dobšinské predhorie (ze szczytem Veľký Radzim) na północy oraz pasemko Tureckiej na południowym wschodzie.
Przez przełęcz biegnie droga nr 587, łącząca tu miejscowości Henckovce w dolinie Slanej (na północnym wschodzie) i Roštár w dolinie Štítnika (na południowym zachodzie). Przez przełęcz prowadzi znakowany szlak turystyczny wiodący szczytami Pogórza Rewuckiego z miejscowości Kobeliarovo do Rożniawy, noszący imię urodzonego w tej pierwszej miejscowości XIX-wiecznego historyka, slawisty i poety,Pavla Jozefa Šafárika (słow. Chodník Pavla Jozefa Šafárika). Na przełęczy znajduje się wiata dla turystów.

## Szlak turystyczny
Kobeliarovo – Ždiar – Sedlo Filipka – Kar – Repisko – Košarisko – Ivaďov – Turecká – Rożniawa. Czas przejścia: 6.35 h, odległość 23,5 km, suma podejść 1080 m.